# Суперкупа на Гърция
Суперкупата на Гърция (на гръцки: Σούπερ Καπ Ελλάδος) или официално познат преди като Купата на приятелството и солидарността е футболно състезание, което се провежда годишно между победителя на Гръцката Суперлига и носителя на Купата на Гърция.

## Мачовете
| Сезон                          | Победител    | Резултат     | 2-ри         | Стадион                      |              |
| ------------------------------ | ------------ | ------------ | ------------ | ---------------------------- | ------------ |
| 1980                           | Олимпиакос   | 4 – 3        | ФК Кастория  | Караискакис (стадион), Пирея |              |
| 1987                           | Олимпиакос   | 1 – 0        | ОФИ          | Олимпийският Стадион, Атина  |              |
| 1988                           | Панатинайкос | 3 – 1        | Лариса       | Олимпийският Стадион, Атина  |              |
| 1989                           | АЕК Атина    | 1 – 1        | Панатинайкос | Олимпийският Стадион, Атина  |              |
| АЕК Атина печели 6 – 5 с дузпи |              |              |              |                              |              |
| 1990                           | не се състои | не се състои | не се състои | не се състои                 | не се състои |
| 1991                           | не се състои | не се състои | не се състои | не се състои                 | не се състои |
| 1992                           | Олимпиакос   | 3 – 1        | AEK Athens   | Олимпийският Стадион, Атина  |              |
| 1993                           | Панатинайкос | 1 – 0        | АЕК Атина    | Олимпийският Стадион, Атина  |              |
| 1994                           | Панатинайкос | 3 – 0        | АЕК Атина    | Олимпийският Стадион, Атина  |              |
| 1995                           | не се състои | не се състои | не се състои | не се състои                 | не се състои |
| 1996                           | АЕК Атина    | 1 – 1        | Панатинайкос | Олимпийският Стадион, Атина  |              |
| АЕК Атина печели 9 – 8 с дузпи |              |              |              |                              |              |
| 1997                           | не се състои | не се състои | не се състои | не се състои                 | не се състои |
| 1998                           | не се състои | не се състои | не се състои | не се състои                 | не се състои |
| 1999                           | не се състои | не се състои | не се състои | не се състои                 | не се състои |
| 2000                           | не се състои | не се състои | не се състои | не се състои                 | не се състои |
| 2001                           | не се състои | не се състои | не се състои | не се състои                 | не се състои |
| 2002                           | не се състои | не се състои | не се състои | не се състои                 | не се състои |
| 2003                           | не се състои | не се състои | не се състои | не се състои                 | не се състои |
| 2004                           | не се състои | не се състои | не се състои | не се състои                 | не се състои |
| 2005                           | не се състои | не се състои | не се състои | не се състои                 | не се състои |
| 2006                           | не се състои | не се състои | не се състои | не се състои                 | не се състои |
| 2007                           | Олимпиакос   | 1 – 0        | Лариса       | Караискакис (стадион), Пирея |              |
| 2008                           | не се състои | не се състои | не се състои | не се състои                 | не се състои |
| 2009                           | не се състои | не се състои | не се състои | не се състои                 | не се състои |

## Представяне на клубовете
| Клуб         | Носител | 2-ри | Година                 |
| ------------ | ------- | ---- | ---------------------- |
| Олимпиакос   | 4       | —    | 1980, 1987, 1992, 2007 |
| Панатинайкос | 3       | 2    | 1988, 1994, 1995       |
| АЕК Атина    | 2       | 3    | 1989, 1996             |
| Лариса       | —       | 2    | —                      |
| ОФИ          | —       | 1    | —                      |
| ФК Кастория  | —       | 1    | —                      |